# Dizhen (socken i Kina, Shandong)
Dizhen (kinesiska: 翟镇) är en socken i Kina. Den ligger i provinsen Shandong, i den östra delen av landet, omkring 99 kilometer sydost om provinshuvudstaden Jinan. Antalet invånare är 61248. Befolkningen består av 30 177 kvinnor och 31 071 män. Barn under 15 år utgör 17,0 %, vuxna 15-64 år 73 %, och äldre över 65 år 8,0 %.
Genomsnittlig årsnederbörd är 912 millimeter. Den regnigaste månaden är juli, med i genomsnitt 310 mm nederbörd, och den torraste är januari, med 4 mm nederbörd.